# 渋川義鏡
渋川義鏡（しぶかわ よしかね/よしみ）は、室町時代中期から後期にかけての武将。
享徳の乱を鎮める為に室町幕府から関東に派遣された堀越公方・足利政知の補佐役として共に下向するも、扇谷上杉家と対立、失脚した。

## 生涯

### 関東下向
渋川義俊の子として誕生。前半生は不明であり、正長元年（1428年）に父とされる義俊は隠居したが、九州探題職は譲られなかった。次の探題には義俊の従兄弟の満直が就任している。
長禄元年（1457年）、8代将軍・足利義政の命により異母兄の天龍寺香厳院主・清久が還俗し、、鎌倉公方足利政知として、翌年に関東に下向した。義鏡も共に下向したが、関東に分家が存在していたこと、渋川氏が足利氏一族でも家格が高い家柄であることが理由ではないかといわれている。なお、『鎌倉大草紙』では、義鏡は既に長禄元年に関東に下向し、関東探題として兵を募ったが不足であり、義政に将軍家の者（政知）の派遣を要請したともいわれている。

### 攻勢頓挫
長禄2年（1458年）、政知は伊豆国堀越に留まる（堀越公方）。8月には古河公方足利成氏側の武将・岩松持国が幕府側へ寝返っているが、下向前の3月に政知が帰服を求める御教書を送っており、義鏡が副状を添えている。この頃から義鏡は政知の執事となっていた。それでも堀越府は軍事力不足の為、幕府は成氏討伐の為に斯波義敏に関東出陣を命じている。また、義鏡は渋川一族の動員を認められ、義俊の同母弟（義鏡には叔父）とされる渋川俊詮は翌長禄3年（1459年）に武蔵国浅草で病死している。
しかし、義敏は執事の甲斐常治と対立、長禄合戦を引き起こした。これより前、義政は両者を和解させたが対立は収まらず、合戦になったのである。義敏は11月の再出陣命令に従うが、長禄3年5月に軍を越前国に向けて甲斐派の金ヶ崎城を攻めて逆に大敗した。激怒した義政は義敏を廃嫡し、僅か3歳の息子の松王丸を次の当主に置いた。斯波氏不在の関東の幕府軍は10月に前線基地の五十子陣付近の太田庄で古河公方と戦ったが敗北、成氏討伐は失敗した（五十子の戦い）。この間、義敏は周防国の大内教弘の元へ逃れた。また、甲斐常治も8月に死去している。

### 義廉の斯波氏相続
寛正元年（1460年）正月、幕府側の大名・今川範忠が駿河国に帰国、4月には政知陣所の国清寺が古河公方側に焼き討ちされた為、政知は陣所を堀越御所に移した。範忠の帰国は、長禄合戦の影響で前年に遠江国で戦乱が起こり、範忠の一族の今川範将が遠江に侵攻した事が関わっているといわれる。斯波氏も遠江へ鎮圧の為に甲斐敏光と朝倉孝景が出兵し、関東にも出陣した。この機に乗じて政知は斯波軍を利用して鎌倉に入ろうとして、8月に義政に制止されている。
しかし、関東から使者が上洛し、堀越府は尚も戦力不足であり、更なる軍勢動員が必要と訴えている。寛正2年（1461年）に松王丸が廃嫡されて代わりに義鏡の息子・義廉が斯波氏を継承した事は、義政が堀越府の要望に応えた結果だと言われる。

### 失脚
寛正2年、義鏡と共に政知を支えた上杉教朝が自殺、子・政憲が後を継いで関東に下向した。扇谷上杉家家宰の太田道真も隠居した。
寛正3年（1462年）、上杉持朝の謀反の噂が流れた。義政は政知に持朝の保護を命じたが、前年7月頃に持朝の相模国守護活動が停止され、堀越府がその支配権を接収している。更に、三浦時高・大森氏頼・実頼父子・千葉実胤ら扇谷上杉家の重臣が隠遁した。この出来事と前年の教朝の自殺、道真の隠居は連動しており、これらは堀越府が幕府に持朝を讒言した為、重臣が代わりに責任を取った結果であり、黒幕は義鏡だといわれる。
この年を最後に義鏡の活動は途絶え、義政の御内書も義鏡には出されなくなる。堀越府と関東諸将との争いを見た幕府は扇谷上杉家の側に立ち、義鏡を退ける処置に出たと見られている。

### その後
失脚した義鏡の動向は明らかでない。蕨郷へ隠居し、養子・義堯が蕨城主になったといわれている。
義鏡がいなくなった後、義政は再び斯波氏動員を考え、義敏を当主に戻そうと動き出す。対立した甲斐常治が死去したため義敏を主とした遠征軍を再び作り出そうとしたのだが義廉がこれに反発、舅の山名宗全を頼り、文正の政変が起こり、やがては応仁の乱へと発展していった。
また、義鏡に代わって叔父の俊詮の子孫が御一家としての待遇を受けた。だが、この系統も応仁の乱以降に没落し、永正年間以降は京都から渋川氏の動向を伝える記録が見られなくなる。